# بيكفوت (إنجلترا)
بيكفوت (بالإنجليزية: Beckfoot)‏ هي قرية صغيرة في أبرشية هولمي سانت كوثبرت المدنية في كمبريا، إنجلترا. تقع على الطريق الساحلي، على بعد ثلاثة أميال جنوب مدينة سيلوث أون سولواي وعلى بعد ميلين شمال قرية موبراي. تقع مدينة كارليل القريبة على بعد خمسة وعشرين ميلاً شرقًا.

## التاريخ وأصل الكلمة
اسم "بيكفوت" مشتق من اللغة النوردية القديمة (bekkr-futr)، والتي تعني "فم جدول مائي". "بيك" هو كلمة محلية في اللهجة الكمبرية تعني جدول مائي. هذا الجدول المائي يصب في خليج سولواي عند الطرف الجنوبي للتجمع السكني، وهو هو مصدر اسم المستوطنة. هناك اثنين من التسجيلات المعروفة للتهجئة: "بيك" و "بيكفوت".
حُصنت منطقة بيكفوت خلال العصور الرومانية، حيث تم بناء سلسلة من الأبراج الصغيرة المسماة "ميلفورتليتس" لحماية الساحل الواقع خارج الطرف الغربي لجدار هادريان. تقع بقايا ميلفورتليتس 14 و 15 بالقرب من هذا المكان. في عام 2010، تم اكتشاف وعاء فخاري مكسور يحتوي على 308 عملات رومانية من قبل عالم الآثار المحلي باستخدام جهاز كاشف للمعادن.
خلال القرن الرابع عشر، بُني قلعة في وولستي، تقريباً على مسافة ميل ونصف إلى الشمال، لحماية دير هولمكالترام في أبيتاون من الهجمات عبر مضيق سولواي. تم هدم القلعة بحلول عام 1700، ولم يتبق سوى القليل منها اليوم، ولكن تم إجراء مسح أثري في يوليو 2013.
في القرن السادس عشر، شهدت الرمال المتحركة والعواصف الشديدة على مضيق سولواي تدمير العديد من المنازل في الحي أو تضررها بشكل كبير. فقد العديد من الأشخاص منازلهم، وكانت هذه الحادثة التي دفعت السيد والمستوطن لهولم كلترهام ببناء بلدة نيو موبراي، المعروفة اليوم باسم نيوتاون، على بُعد ثلاثة أرباع ميل داخل اليابسة من بيكفوت..  خلال هذه الحقبة أيضًا، واصل الأسكتلنديون مداهمة هذا الجزء من ساحل سولواي. تم إنشاء نظام يسمى "سيوك البحر" - مراقبة ليلية على طول الساحل - وكان من الممكن أن يشارك سكان المجتمعات الساحلية بما في ذلك بيكفوت في الحراسة ضد مثل هذه الغارات.
تم بناء دار اجتماعات كويكر في بيكفوت في عام 1745، أي قبل 100 عام بالضبط من بناء كنيسة الرعية في هولمي سانت كوثبرت.بُنيت مطحنة وسد في نهاية القرن الثامن عشر للمساعدة في إنتاج الصوف المحلي، ولكن المطحنة لم تكن ناجحة من الناحية المالية وأغلقت بعد بضع سنوات. في عام 1925، تم بناء منزلي مجلس في بيكفوت - وهما أوحيا منازل المجلس في العموم في الأقاليم.

## القرية اليوم

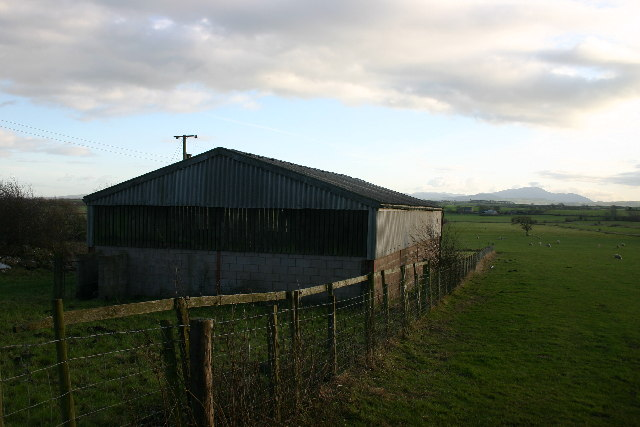
حظيرة تابعة لإحدى المزارع في القرية الصغيرة، وتطل على الداخل عبر سهل سولواي باتجاه سكيداو.

هناك معلمين سياحيين في المنطقة المجاورة - حديقة مشتل بنك ميل ومركز الزوار، والذي يتضمن حديقة ومحمية طبيعية ومنطقة للعب ومطعم،  وجينكيس بالقرب من نيوتاون، وهي حديقة مزرعة بها محل لبيع الهدايا وغرفة شاي.
تنطلق خدمة الحافلات بين سيلوث أون سولواي وماريبورت وتتوقف مرة كل ساعتين تقريبًا في أي من الاتجاهين.
تقع بيكفوت ضمن منطقة الجمال الطبيعي البارزة على ساحل سولواي، وتعتبر كثبانها الرملية، جنبًا إلى جنب مع تلك في موبراي وولستي، موقعًا ذو أهمية علمية خاصة.